# 후창군 (대한민국)
후창군(厚昌郡)은 대한민국 평안북도에 있는 대한민국의 군이다. 이북5도위원회가 관리하는 명목상의 행정 구역이다. 면적은 2,428.17km2로, 5면 18리로 이루어져 있다. 군청소재지는 후창면 군내리이다.

## 행정 구역
| 면             | 면적(km2) | 리 숫자 | 리(里)                                             |
| -------------- | --------- | ------- | -------------------------------------------------- |
| 후창면(厚昌面) | 508.47    | 5       | 군내(郡內) 회(檜) 금창(金昌) 부흥(富興) 장흥(章興) |
| 남신면(南新面) | 463.97    | 4       | 유화(裕和) 가산(佳山) 부흥(富興) 만흥(晩興)        |
| 동신면(東新面) | 257.2     | 3       | 포삼(葡三) 두지(杜芝) 무창(茂昌)                   |
| 동흥면(東興面) | 824.49    | 3       | 고읍(古邑) 나죽(羅竹) 쌍남(雙南)                   |
| 칠평면(七坪面) | 374.04    | 3       | 중흥(中興) 대흥(大興) 소북(小北)                   |

## 참고 문헌
- “평안북도 시군 소개”. 이북5도위원회.
- “평안북도 기구 및 정원”. 이북5도위원회.

## 같이 보기
- 김형직군